# زبان کاسیان
کاسی زبانی بود که کاسیان در شمال بین‌النهرین از قرن ۱۸ تا ۴ قبل از میلاد بدان تکلم می‌کردند. از قرون ۱۶ تا ۱۲ قبل از میلاد شاهان کاسی‌تبار در بابل حکومت می‌کردند تا این که عیلامیان آنان را برانداختند.
کاسیان در بابل اغلب از زبان اکدی استفاده می‌کردند. آثار زبان کاسی اندک‌اند: یک لغتنامه کوتاه کاسی-اکدی شامل لغات کشاورزی و فنی، نام رنگ‌ها غیره. و فهرست‌هایی از اسامی افراد، خدایان کاسی و اسب‌ها. فقدان متون کاسی بازسازی دستور زبان کاسی را در حال حاضر ناممکن کرده‌است.
روابط هم‌خانوادگی زبان کاسی روشن نیست؛ گرچه، احتمالاً به زبان‌های هوری اورارتویی مرتبط بوده‌است.
عموماً بر این مسئله که به زبان‌های سامی نامرتبط بوده، توافق وجود دارد.